# Iovu Bivol
Iovu Bivol (n. 3 iulie 1948, Lipoveni, Cimișlia, RSS Moldovenească — d. 25 ianuarie 2021) a fost un agronom și politician din Republica Moldova. A fost deputat în primul Parlament al Republicii Moldova (1990-1994), calitate în care a semnat Declarația de independență a Republicii Moldova.

## Biografie
Iovu Bivol s-a născut la 3 iulie 1948 în satul Lipoveni,  raionul Cimișlia, RSS Moldovenească într-o familie de țărani. În anul  1975 a absolvit Facultatea de Agronomie a Institutului Agricol din Chișinău, obținând diploma de agronom.
În anii 1975 -1980 activează în calitate de agronom, agronom-șef în satul de baștină, Lipoveni, Cimișlia. În anii 1980 - 1987 este ales și activează în calitate de director al gospodăriei nou-formate Mereni, Cimișlia,  după care în anii 1987 -1990 este ales și activează ca președinte al Întreprinderii specializate pe creșterea vitelor cornute mari Iurievca, Cimișlia. În anii 1990 -2000 activează ca președinte al gospodăriei Lipoveni, Cimișlia. În anii 2003 -2007, 2018 -2019 este ales Președinte al Consiliului raional Cimișlia.
În calitate de președinte al Consiliului raional Cimișlia, este autor al proiectului de edificare a Monumentului lui Ștefan cel Mare. Tot în calitate de președinte, în anul 2018 semnează Acordul de Înfrățire cu Consiliul Județean Dolj. Este președinte al primului Consiliu de administrație al Spitalului raional Cimișlia, calitate în care a contribuit substanțial la dezvoltarea obiectivelor medicale din tot raionul.
În perioada anilor 2007 -2019 deține șapte mandate de Consilier al Consiliului raional Cimișlia.
Iovu Bivol a fost căsătorit, a crescut și a educat șase copii.

## Activitate politică
În  anul 1990 a fost ales  de către alegătorii a șapte sate din raionul Cimișlia, deputat în Primul Parlament al Republicii Moldova (1990 -1994) (Circumscripția nr. 370). Pe toată perioada mandatului de parlamentar, a activat în calitate de membru al Comisiei Parlamentare pentru Agricultură și Industrie Rurală. Fiind deputat în Parlament, este inițiatorul proiectului de gazificare a mai multor sate din Raionul Cimișlia. A semnat Declarația de independență a Republicii Moldova (1991).
În anii 2003 - 2009 a deținut calitatea de membru al PCRM.

## Premii și distincții
- Ordinul Republicii (Republica Moldova) (2012)
- Medalia „Meritul Civic” (2000)
- Cetățean de Onoare al satului Selemet, Cimișlia